# Buxerolles (Vienne)
Buxerolles település Franciaországban, Vienne megyében. Lakosainak száma 10 253 fő (2022. január 1.). Buxerolles Chasseneuil-du-Poitou, Migné-Auxances, Montamisé és Poitiers községekkel határos.

## Népesség
A település népességének változása:
| Lakosok száma | 9974 | 9996 | 10 222 | 10 023 | 10 042 | 10 060 | 10 001 | 10 105 | 10 253 |
|               | 2013 | 2015 | 2016   | 2017   | 2018   | 2019   | 2020   | 2021   | 2022   |